# Mordeisen (Adelsgeschlecht)

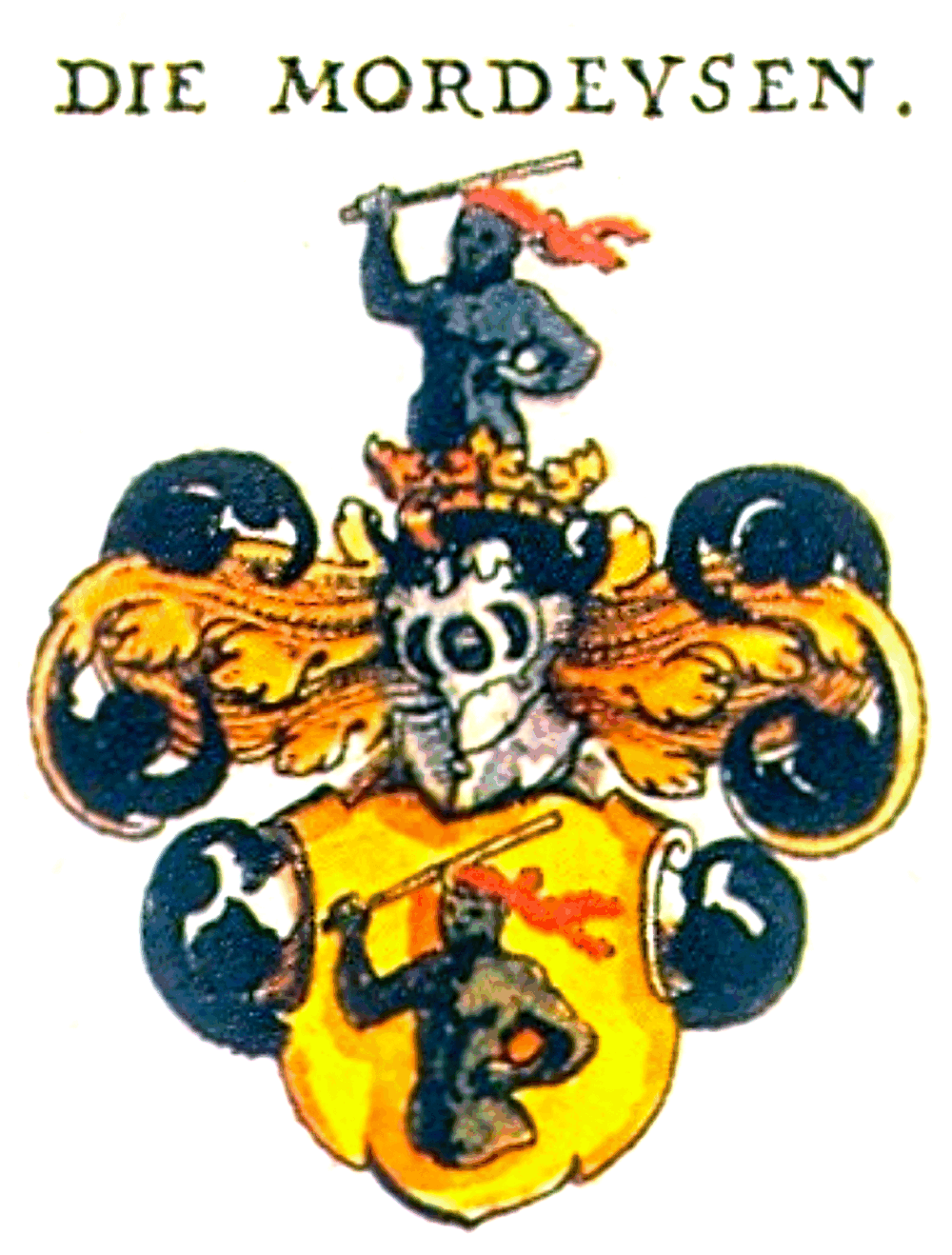
Wappen derer von Mordeisen in Siebmachers Wappenbuch von 1605

Mordeisen, auch Mordeysen, ist der Name eines sächsischen Adelsgeschlechts, welches auch in Schlesien Verbreitung fand.

## Geschichte
Zur Geschichte der Mordeisen finden wir in der älteren Adelsliteratur in Hinblick auf das redende Wappen die Erzählung über einen Urahn welcher Kaiser Friedrich II auf seinen Kreuzzug nach Palästina begleitet und sich im Kampf gegen die Sarazenen Verdienste erworben habe und so den Namen Moreisen später Mordeisen geführt habe. An anderer Stelle wird ein Kampf gegen die Sarazenen in Spanien angeführt. Das Geschlecht hat dann in der Markgrafschaft Meißen und in Schlesien Verbreitung gefunden, ein weiterer Zweig soll im Zuge der Hussitenkriege nach Livland ausgewandert sein. Im 16. Jahrhundert soll Kaiser Karl V für den sächsischen Kanzler Dr. Ulrich Mordeisen und seine Brüder den Adel wieder erneuert haben.
Dessen Nachkommen heirateten in sächsische und schlesische Adelsfamilien wie die von Zehmen, von Lindenau, Truchseß von Wellerswalde, von Breitenbach, von Kanitz, von Ponickau, von Schleinitz, von Haugwitz, von Heuna, von Wolffersdorff, von Brockendorff, von Loeben und von Borschnitz ein.
Zum sächsischen Gutsbesitz zählten u. a. die Güter: Berbersdorf, Bräunsdorf, Dornreichenbach, Goselitz, Goßberg, Großschirma, Großvoigtsberg, Heinrichsdorff, Kaltofen, Kleinschirma, Kleinvoigtsberg, Kleinwaltersdorf, Langhennersdorf, Loßnitz, Mobendorf, Seifersdorf, Pappendorf, Reichenbach und Stentzsch;
in Schlesien die Güter: Groß-Bresen, Scheitnau und Schwebedowa.

## Wappen
Blasonierung: „In Gold ein oberhalber Mohr, um das Haupt ein rote (silbernes), links abfliegendes Band, in der erhobenen Rechten eine natürliche Eisenstange schräglinks haltend und die Linke in die Seite gestützt. Kleinod: Schildfigur. Decken: schwarz-golden.“

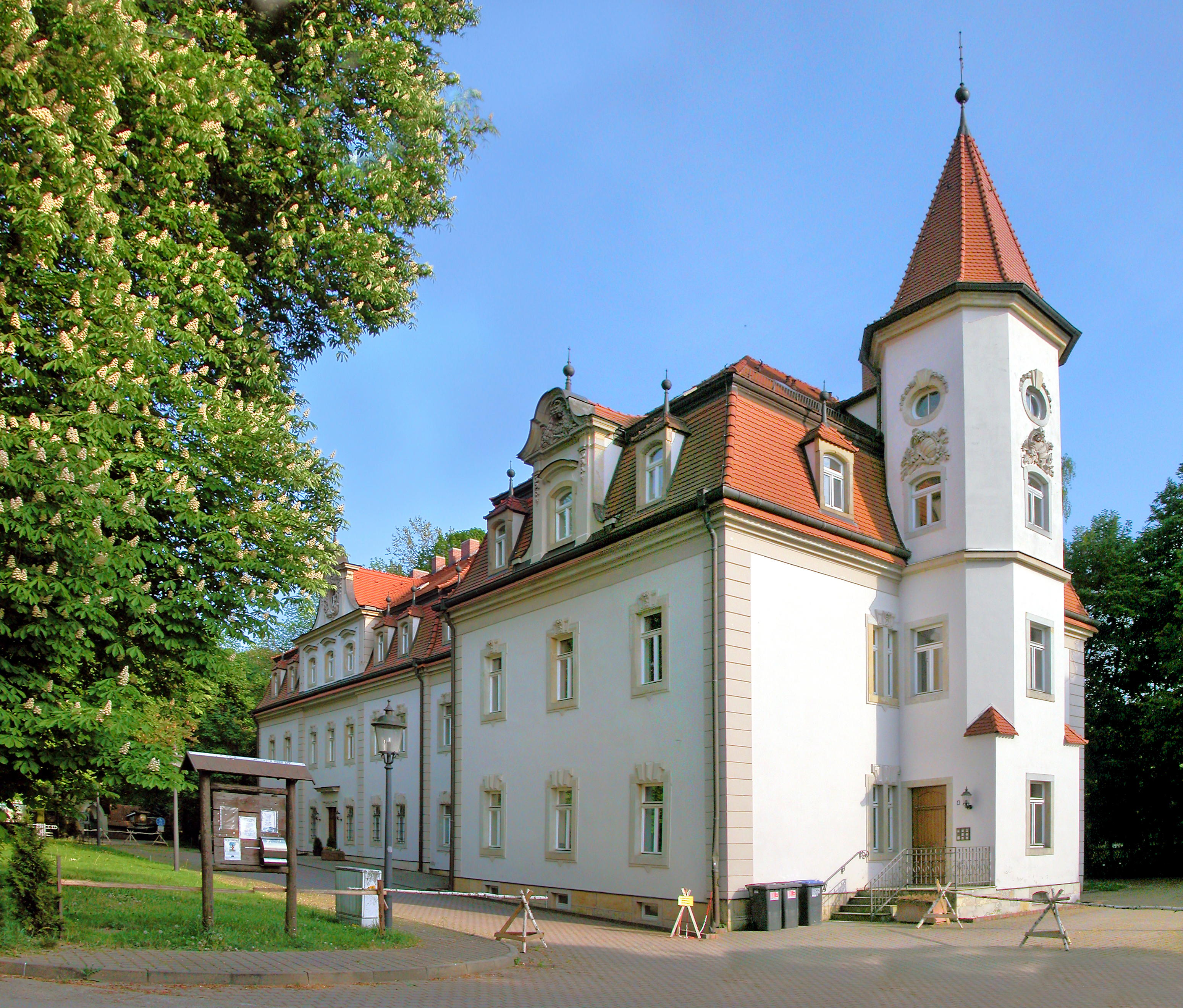
Schloss Dornreichenbach (1665 für Ulrich Gottfried Mordeisen errichtet)

Wappensage:"Dies Geschlecht hat seinen Namen daher, dass sich der Urahnherr gegen die Mohren in Spanien so tapfer gehalten und mit einer Eisenstange ihrer eine grosse Zahl erlegte. Dafür ist er geadelt worden, und ins Wappen hat er einen unten abgekürzten Mohren, der eine eiserne Stange in der Hand hält, nebst einer rothen Blutbinde um den Kopf ins Schild erhalten."

## Bekannte Familienmitglieder
- Johanna Friederike von Mordeisen, Gelehrte
- Ulrich von Mordeisen (1519–1572), sächsischer Politiker und Diplomat